# Full custom

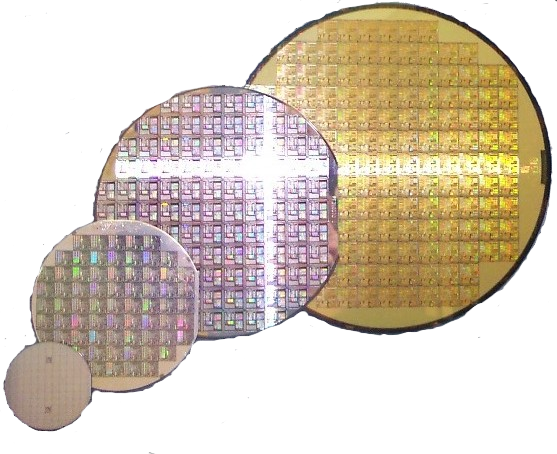
Fig.1 Base de silici

El disseny tipus Full custom (en anglès, disseny total de client) és una metodologia de disseny de circuits integrats on s'especifica el disseny de cada transistor individual i totes les seves connexions. El disseny full custom dón ala màxima prestació de disseny però també és la més cara i la més lenta.
Alternatives al disseny full custom és el disseny semi-custom on es treballa amb llibreries estàndards de components ja dissenyats. El cost és més assequible i els temps d'implementació més curts.

## Programaris de disseny
Per a poder implementar el disseny Full custom (i també semi-custom) cal uns entorns de disseny molt sofisticats: 
- Programari de la casa Cadence[4]
- Programari de la casa Mentor Graphics[5]
- Programari de la casa Synopsys[6]